# Mihai Voduț
Mihai Voduț (n. 28 iulie 1994, București, România) este un fotbalist român retras din activitate, care a jucat pe post de atacant la echipe ca Voluntari, Chindia și Viitorul Constanța. Pe plan internațional, are prezențe la națională pentru România Sub-19 și România Sub-21.
Transferat de la FC Voluntari la FC Viitorul în ianuarie 2018, Voduț a pariat pe meciurile propriei echipe prin intermediul iubitei lui. După ce cei doi s-au despărțit, la sfârșitul anului 2018 ea a făcut public acest fapt, ceea ce a făcut ca Voduț să fie concediat de la Viitorul. Pe parcursul lui 2019 a mai evoluat la Beitar Ierusalim, în Israel, apoi la Chindia Târgoviște, dar la sfârșitul anului a fost suspendat doi ani din fotbal pentru cazul de pariuri. Deși în 2022 ar fi putut reveni, el renunțase la fotbal.